# Anna J. Cooper
Anna Julia Haywood Cooper (Raleigh, 10 de agosto de 1858 – Washington D.C., 27 de fevereiro de 1964) foi uma autora, educadora, socióloga, palestrante, ativista da libertação negra americana e uma das mais notáveis acadêmicas afro-americanas da história dos Estados Unidos.
Nascida na escravidão em 1858, Cooper teve sua vida acadêmica de primeira classe e reivindicou poder e prestígio nos círculos acadêmicos e sociais. Em 1924, recebeu seu doutorado pela Universidade de Paris. Ela tornou-se a quarta mulher afro-americana a obter um doutorado. Além disso, também foi uma personalidade notável da comunidade afro-americana de Washington, D.C. e membro da irmandade Alpha Kappa Alpha.
Cooper fez contribuições para campos de ciências sociais, particularmente em sociologia. Seu primeiro livro, A Voice from the South: By a Black Woman of the South, é amplamente reconhecida como uma das primeiras referências do feminismo negro, dando a autora o título frequentemente usado de "a mãe do feminismo negro".

## Biografia

### Primeiros anos
Anna "Annie" Julia Haywood nasceu escravizada em Raleigh, capital da Carolina do Norte, em 1858. Ela e sua mãe, Hannah Stanley Haywood, foram mantidas em cativeiro por George Washington Haywood (1802–1890), um dos filhos do tesoureiro estadual mais antigo da Carolina do Norte; e John Haywood, que ajudou a fundar a Universidade da Carolina do Norte, contudo, a instituição de ensino foi forçado a reembolsar os investimentos perdidos. Either George, que estava na casa de sua mãe enquanto trabalhava como escrava; ou seu irmão, Dr. Fabius Haywood, presente na casa com seu irmão mais velho Andrew quando foi escravizado, um dos dois provavelmente era o pai de Anna; A mãe recusou-se a revelar a verdadeira paternidade da filha. George tornou-se procurador do Condado de Wake e com um irmão era dono de uma plantação em Condado de Greene, no Alabama.
Cooper trabalhava como empregada doméstica na casa de Haywood e tinha dois irmãos mais velhos, Andrew J. Haywood e Rufus Haywood. Andrew, escravizado por Fabius J. Haywood, mais tarde serviu na Guerra Hispano-Americana. Rufus também nasceu escravizado e tornou-se líder do grupo musical Stanley's Band.

### Educação primária, secundária e acadêmica

Anna J. Cooper em 1892

Em 1868, quando Cooper tinha nove anos, recebeu uma bolsa de estudos e começou seus estudos na recém-inaugurada Saint Augustine's Normal School and Collegiate Institute em Raleigh, fundada pela diocese episcopal local, com o objetivo de treinar professores para ensinar os ex-escravizados e suas famílias. O reverendo J. Brinton ofereceu a Cooper uma bolsa de estudos para ajudar a pagar suas despesas. De acordo com Mark S. Giles, um biógrafo de Cooper, "os níveis educacionais oferecidos em St. Augustine variavam do ensino primário ao secundário, incluindo treinamento em habilidades comerciais". Durante seus 14 anos na St. Augustine's, destacou-se como uma aluna brilhante e ambiciosa que se mostrou igualmente promissora tanto nas artes liberais quanto nas disciplinas analíticas, como matemática e ciências; suas disciplinas incluíam idiomas (latim, francês, grego), literatura inglesa, matemática e ciências. Embora a escola tivesse uma faixa especial reservada para mulheres –apelidada de "Curso para Senhoras" – e a administração desencorajasse ativamente as mulheres de seguirem cursos de nível superior, Cooper lutou por seu direito de fazer um curso reservado para homens, demonstrando sua capacidade escolar. Durante este período, a ênfase pedagógica de Santo Agostinho estava em treinar jovens para o ministério e prepará-los para treinamento adicional em universidades de quatro anos. Um desses homens, George AC Cooper, posteriormente, tornaria seu marido. Ele morreu depois de apenas dois anos de casamento.
O destaque acadêmico de Cooper permitiu que trabalhasse como tutora de crianças mais novas, o que também a ajudou a pagar suas despesas educacionais. Após concluir seus estudos, permaneceu na instituição como instrutora. No ano letivo de 1883–1884, ensinou clássicos como a história moderna, inglês avançado e música vocal e instrumental; ela não foi intitulada como professora no ano de 1884–1885, contudo no ano de 1885–1886, foi registrada como "Instrutora de Clássico, Retórica, Etc." A morte prematura de seu marido pode ter contribuído para sua capacidade de continuar ensinando; se tivesse permanecido casada, poderia ter sido encorajada ou obrigada a abandonar a universidade para se tornar dona de casa.
Após a morte do marido, Cooper ingressou na Oberlin College em Ohio, onde continuou a seguir o curso designado para homens, graduando-se em 1884. Em decorrência de suas qualificações acadêmicas, foi aceita na instituição no segundo ano. Frequentemente, ela tentava fazer quatro aulas, em vez de três, conforme prescrito pela faculdade; além disso, também sentiu-se atraída por Oberlin por sua reputação musical, mas não pôde ter tantas aulas de piano quanto gostaria. Entre suas colegas de classe estavam as colegas negras Ida Gibbs (mais tarde Hunt) e Mary Church Terrell. Em Oberlin, Cooper fazia parte da "LLS", "uma das duas sociedades literárias para mulheres, cujos programas regulares apresentavam palestras de palestrantes ilustres, bem como cantores e orquestras". Depois de dar aular brevemente no Wilberforce College, ela voltou para St. Augustine's em 1885. Posteriormente, esteve novamente em Oberlin e obteve um mestrado em matemática em 1888, tornando-se uma das duas primeiras mulheres negras – junto com Mary Church Terrell, que recebeu seu mestrado no mesmo ano – a obter um mestrado. Em 1890–1891, publicou um ensaio sobre "Ensino Superior das Mulheres", que defendia os benefícios das mulheres negras aprenderem literatura clássica, referindo-se a Sócrates e Safo entre seus exemplos, e demonstrou interesse no acesso à educação, com intuito de valorizar o auge da carreira.:143–4 Ao escrever este ensaio, precedeu os argumentos semelhantes de W. E. B. Du Bois em "Of the Training of Black Men" (Souls of Black Folk 1903) em quase uma década.:144
Em 1900, fez sua primeira viagem à Europa, para participar da Primeira Conferência Pan-Africana em Londres. Depois de visitar as cidades catedrais da Escócia e da Inglaterra, ela foi a Paris para a Exposição Universal daquele ano. "Depois de uma semana na Exposição, ela foi a Oberammergau para ver a Peça da Paixão, dali para Munique e outras cidades alemãs, e depois para a Itália passando por Roma, Nápoles, Veneza, Pompeia, Monte Vesúvio e Florença."

### Carreira em Washington D.C.
Posteriormente, mudou-se para Washington, D.C. Em 1892, Anna Cooper, Helen Appo Cook, Ida B. Wells, Charlotte Forten Grimké, Mary Jane Peterson, Mary Church Terrell e Evelyn Shaw criaram a Colored Women's League ,em Washington, D.C., um movimento de unidade e progresso social visando os melhores interesses da comunidade afro-americana. Helen Cook foi eleita presidente.

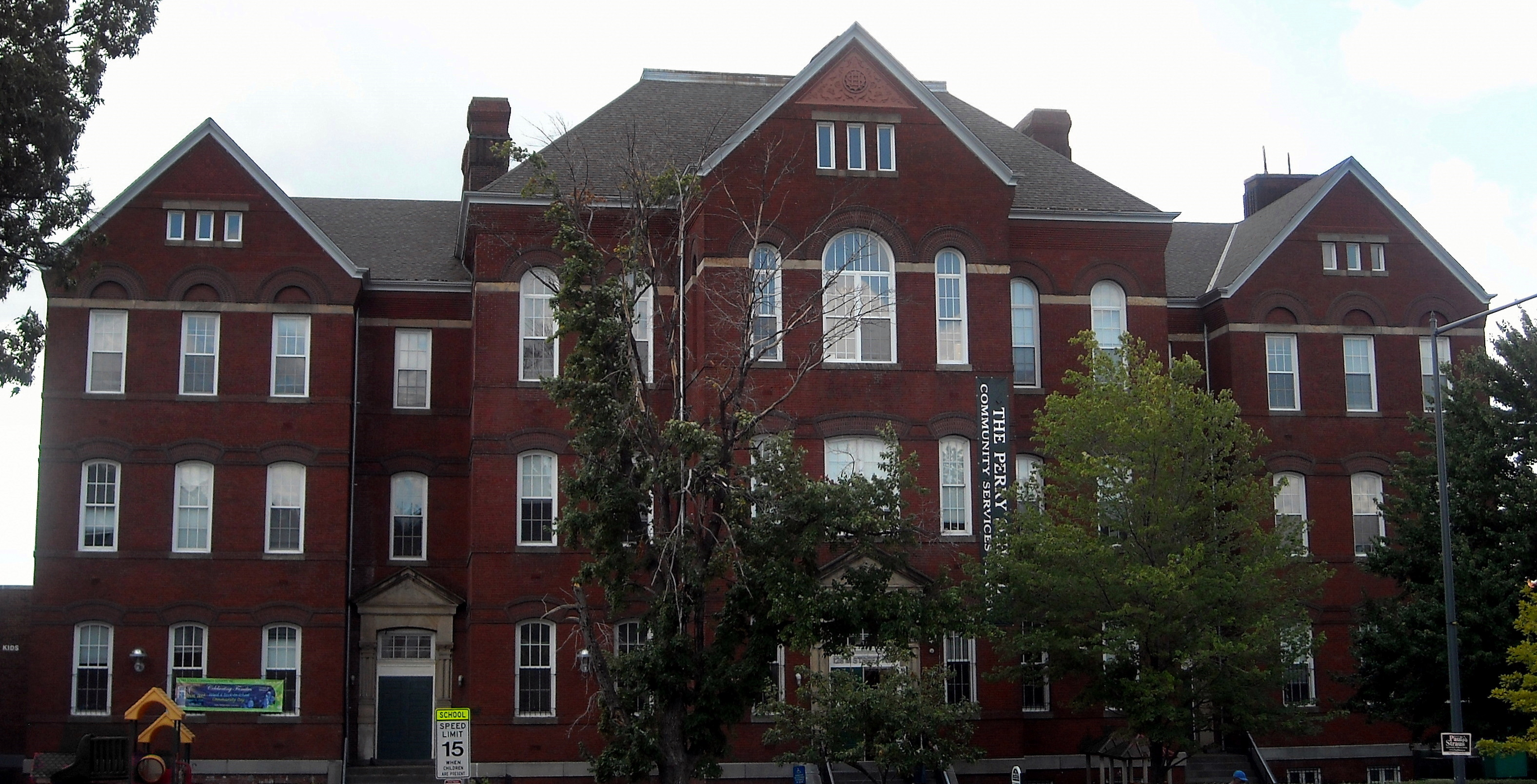
M Street High School, local onde Cooper ensinou latim e tornou-se diretora

Cooper desenvolveria uma estreita amizade com Charlotte Forten Grimké –  com ela, começou a ensinar latim na M Street High School, tornando-se diretora em 1901. Mais tarde, esteve envolvida numa controvérsia relacionada as diferentes atitudes sobre a educação das pessoas negras ao defender um modelo de educação clássica adotado por W. E. B. Du Bois, "projetado para preparar alunos qualificados para o ensino superior e liderança", em vez do programa vocacional que era promovido por Booker T. Washington. Como resultado disso, ela deixou a escola. Mais tarde, foi chamada novamente à M Street, e pôde concluir sua tese de doutorado em "cantinhos de tempo livre".

### A Voice from the South
Durante seus anos como professora e diretora na M Street High School, Cooper também concluiu seu primeiro livro, intitulado A Voice from the South: By a Black Woman of the South, publicado em 1892, e fez muitos discursos pedindo direitos civis e direitos das mulheres. Provavelmente, seu volume de escrita mais conhecido, A Voice from the South, seja notavelmente visto como uma das primeiras articulações do feminismo negro. O livro apresentou uma visão de autodeterminação por meio da educação e ascensão social para mulheres afro-americanas. Sua tese central era que o progresso educacional, moral e espiritual das mulheres negras melhoraria a posição geral de toda a comunidade afro-americana. Ela diz que a natureza violenta dos homens, muitas vezes, contraria os objetivos do ensino superior; por isso é importante fomentar mais intelectuais do sexo feminino porque trarão mais elegância à educação. Essa visão foi criticada por alguns como submissa ao culto da verdadeira feminilidade do século XIX, mas outros a rotulam como um dos argumentos mais importantes para o feminismo negro no século XIX.

#### Recepção
A Voice from the South recebeu elogios significativos de líderes da comunidade negra.

### Últimos anos

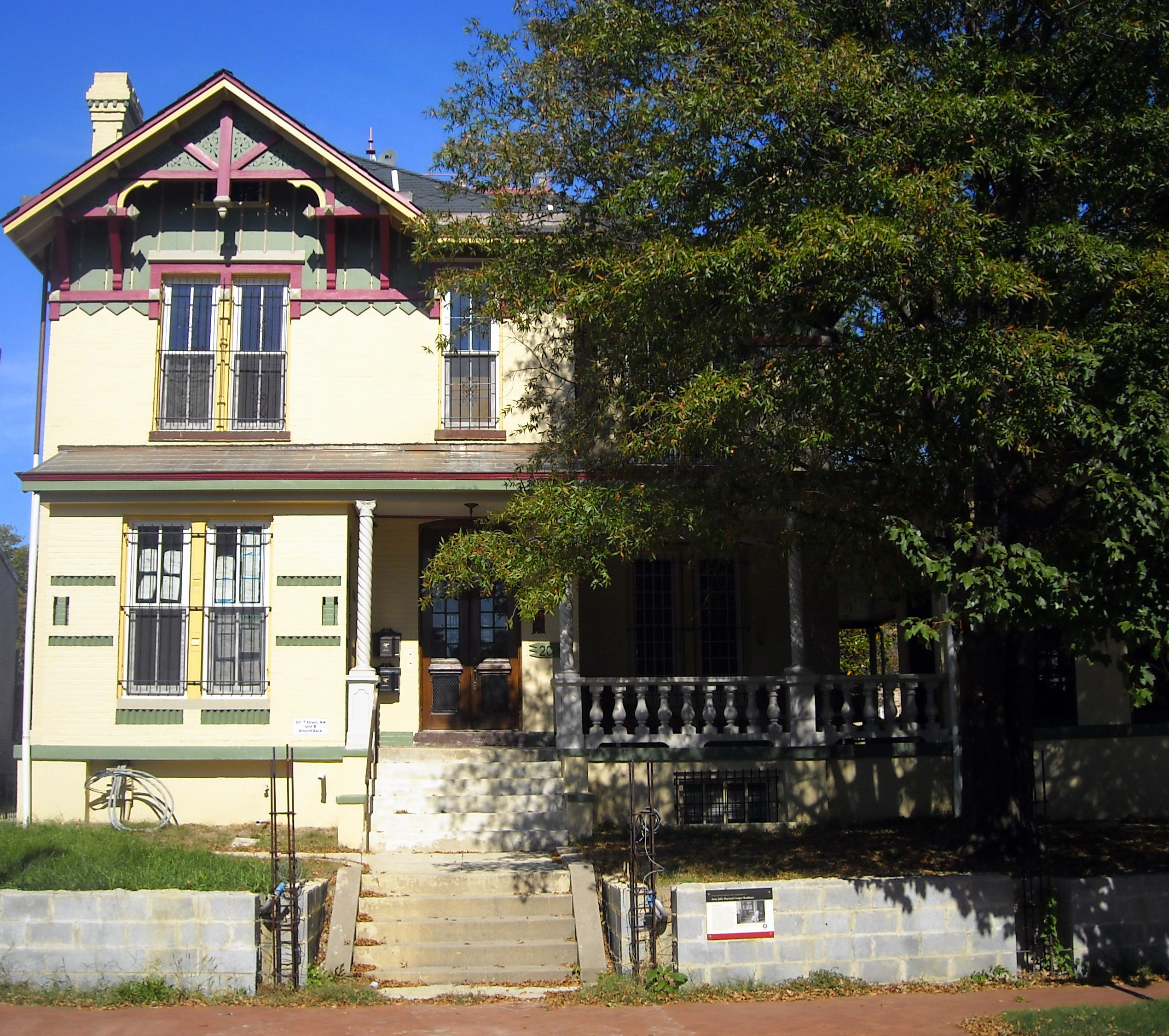
Antiga casa de Anna J. Cooper no bairro LeDroit Park, em Washington, D.C. A casa está localizada ao lado de Anna J. Cooper Circle.

Cooper foi uma autora, educadora e oradora pública. Em 1893, apresentou um artigo intitulado "O progresso intelectual das mulheres de cor dos Estados Unidos desde a proclamação da emancipação" no Congresso Mundial de Mulheres Representativas em Chicago. Ela foi uma das cinco mulheres afro-americanas convidadas a falar neste evento, junto com: Fannie Barrier Williams, Sarah Jane Woodson Early, Hallie Quinn Brown, e Fanny Jackson Coppin.
Cooper também esteve presente na primeira Conferência Pan-Africana em Londres, na Inglaterra, em 1900; e apresentou um artigo intitulado "O problema do negro na América".
Em um discurso de 1902, ela disse:
A grandeza de uma nação não depende das coisas que ela faz e usa. Coisas como sem essas [ sic] são meras vulgaridades. A América pode ostentar sua extensão de território, suas cúpulas douradas, suas pedras de pavimentação de dólares de prata; mas a questão do momento mais profundo nesta nação hoje é seus homens e suas mulheres, a elevação em que recebe sua "visão" no firmamento da verdade eterna. "The Ethics of the Negro Question", 5 de setembro de 1902
Em 1914, quando Cooper tinha 56 anos, iniciou seu projeto de doutorado na Universidade Columbia, mas foi forçada a interromper seus estudos em 1915, quando adotou os cinco filhos de seu falecido meio-irmão após a morte de sua mãe. Posteriormente, transferiu-se para a Universidade de Paris-Sorbonne, que não aceitou sua tese de Columbia, uma edição de Le Pèlerinage de Charlemagne. Ao longo de uma década, pesquisou e redigiu sua dissertação, concluindo seu curso em 1924. No ano seguinte, Cooper defendeu sua tese "A atitude da França sobre a questão da escravidão entre 1789 e 1848". Os últimos anos de Cooper na Universidade de Washington Colored em 1930 não foi de forma alguma o fim de seu ativismo político. No mesmo período em que encerrou suas atividades, ela aceitou o cargo de reitora da Universidade Frelinghuysen, instituição fundada para oferecer aulas para moradores de Washington D.C sem acesso ao ensino superior. Cooper trabalhou para Frelinghuysen por vinte anos, primeiro como presidente e depois como registradora, e deixou a escola apenas uma década antes de sua morte em 1964, aos 105 anos de idade. Aos 65 anos, tornou-se a quarta mulher negra na história americana a obter o título de Doutorada em Filosofia. Seu trabalho acabou sendo publicado em uma antologia da literatura francesa medieval e foi solicitado para as aulas e a livraria de Harvard.

### Universidade Frelinghuysen
Em 1929, Cooper foi eleita para suceder Jesse Lawson como presidente da Universidade Frelinghuysen, cargo que ela assumiu em 1930. Sob a liderança de Cooper na década de 1930, a instituição concentrou-se no aumento da alfabetização entre os trabalhadores afro-americanos pobres e no fornecimento de artes liberais e educação vocacional para trabalhadores não qualificados.(50–51) Karen A. Johnson escreve em "In Service for the Common Good" Anna Julia Cooper and Adult Education, que Cooper praticou uma "pedagogia descolonizadora", dizendo ainda:(53–54)
Cooper acreditava que o objetivo essencial para uma abordagem "descolonizante" do conteúdo de ensino aos adultos era ajudar seus alunos a desenvolverem suas habilidades para questionar o pensamento dominante (...) O objetivo final de Cooper para seus adultos em aprendizado foi sua preparação para a iluminação intelectual, bem como equipá-los para a batalha por uma sociedade melhor em geral.
Depois que a universidade considerou proibitivo o pagamento de sua hipoteca, ela mudou a instituição para sua própria casa. Cooper encerrou suas atividades como presidente da universidade em 1940, mas ela continuou seu envolvimento com a universidade, assumindo o cargo de registradora.(p158) (p50)

### Morte
Em 27 de fevereiro de 1964, Cooper morreu em Washington, DC, aos 105 anos de idade.

## Obras publicadas

### Literatura acadêmica
Embora a revista de ex-alunos da alma mater de Cooper, Oberlin College, a tenha elogiado em 1924, afirmando: "A turma de 1884 é honrada pela conquista desta aluna erudita e colorida", quando ela tentou apresentar sua edição de Le Pèlerinage de Carlos Magno para a faculdade no ano seguinte, foi rejeitado.
Em contrapartida, as obras de Cooper incluem seu livreto autobiográfico The Third Step, sobre como obteve seu doutorado na Sorbonne, e um livro de memórias sobre a Família Grimké, intitulado "The Early Years in Washington: Reminiscences of Life with the Grimkés", que apareceu em Personal Recollections of the Grimké family and the Life and Writings of Charlotte Forten Grimké (publicado solo em 1951).

### Registros bibliográficos
- Cooper, Anna Julia (1892). A Voice From the South (em inglês). Xenia, Ohio: Aldine Printing House
  - Cooper, Anna Julia (1990).  Washington, ed. A Voice From the South (em inglês). [S.l.]: Oxford University Press. ISBN 9780195063233
  - Cooper, Anna Julia (2016).  Neary, ed. A Voice From the South (em inglês). [S.l.]: Dover Publications. ISBN 978-0486805634
- Cooper, Anna J; Koschwitz, Eduard; Klein, Félix (1925). Le Pèlerinage de Charlemagne (em francês). Paris: A. Lahure. OCLC 578022221
- Cooper, Anna J. L'attitude de la France à l'égard de l'esclavage pendant la révolution (Doctoral) (em francês)
  - Cooper, Anna Julia (1988).  Frances Richardson Keller, ed. Slavery and the French revolutionists (1788–1805) (em inglês). Traduzido por Keller. Lewiston, Nova Iorque: Edwin Mellen Press. ISBN 978-0889466371. Tradução da tese de doutorado da autora de 1925.
- Cooper, Anna Julia (1998).  Lemert, ed. The Voice of Anna Julia Cooper: Including A Voice From the South and Other Important Essays, Papers, and Letters (em inglês). [S.l.]: Rowman & Littlefield. ISBN 9780847684083

## Legado
Em 2009, uma escola particular gratuita foi aberta e nomeada em sua homenagem – a Episcopal Anna Julia Cooper na histórica Church Hill em Richmond, na Virgínia.
Cooper foi homenageada no calendário litúrgico da Igreja Episcopal dos Estados Unidos em 28 de fevereiro.
O Centro Anna Julia Cooper sobre Gênero, Raça e Política no Sul da Wake Forest University foi criado em homenagem a Anna Cooper. A jornalista Melissa Harris-Perry é a diretora fundadora.
Há uma professora catedrática sobre Anna Julia Cooper relacionada aos estudos das mulheres no Spelman College.

## Cronologia
- 1858: Nasce como escrava em Raleigh, na Carolina do Norte.[36]
- 1877: Casa-se com George AC Cooper.
- 1879: O marido morre e Anna fica viúva aos 21 anos.[36]
- 1887: Começa a estudar matemática e latim na Escola Preparatória.[37]
- 1891: Participa do salão semanal "Saturday Circle" ou "Saturday Nighters" de Black Washingtonians.[38]
- 1892: Fundou o movimento Colored Women's League ao lado de Helen Appo Cook.[39]
- 1893: Co-apresenta a ativista anti-linchamento Ida B. Wells com Frederick Douglass e Lucy Ellen Moten.[40]
- 1893: Torna-se a única mulher eleita para a American Negro Academy.[40]
- 1893: Participa do Congresso Mundial de Mulheres Representativas e lê um artigo intitulado "O Progresso Intelectual das Mulheres de Cor dos Estados Unidos desde a Proclamação de Emancipação"
- 1900: Assiste à Primeira Conferência Pan-Africana em Londres, lê um artigo intitulado "O Problema Negro na América" e junta-se ao comitê executivo.[41]
- 1901: Torna-se a segunda diretora negra da M. Street High School.[42]
- 1925: Obtém o doutorado na Universidade de Paris, compra uma casa em LeDroit Park, começa a hospedar mensalmente "Les Amis de la Langue Francaise".[43]
- 1929: Torna-se a segunda presidente da Universidade Frelinghuysen em Washington, D.C.[44]
- 1940: Torna-se registradora da Universidade Frelinghuysen niversity e dá aulas em sua ca. LeDroit.[44]
- 1964: 27 de fevereiro, Anna J. Cooper morre em Washington DC aos 105 anos de idade.[45]